# Antal Szerb
Antal Szerb (Budapeste, 1º de maio de 1901 – Balf, 27 de janeiro de 1945) foi um acadêmico e escritor húngaro. Ele é considerado um dos mais célebres autores húngaros do século XX.

## Vida e carreira
Szerb nasceu em 1901 em uma família de judeus assimilados, mas foi batizado no catolicismo. Ele estudou húngaro, alemão e, mais tarde, inglês, obtendo o título de doutor em 1924. De 1924 a 1930, ele viveu na França, na Itália e na Inglaterra.
Como estudante, ele publicou ensaios sobre Georg Trakl e Stefan George, e rapidamente adquiriu uma boa reputação enquanto acadêmico, escrevendo também estudos sobre William Blake e Henrik Ibsen. Ele foi eleito presidente da Academia Literária Húngara em 1933, com apenas 32 anos. No ano seguinte, publicou sua primeira obra, A Pendragon legenda, baseada em suas experiências pessoais do período em que viveu em Londres. Sua segunda obra e mais conhecida, Utas és holdvilág foi publicada em 1937. Ele se tornou professor de literatura na University of Szeged no mesmo ano. Em 1935 e em 1937, foi premiado com o Baumgarten Prize. Szerb também traduziu livros do inglês, francês, e italiano, incluindo trabalhos de Anatole France, P. G. Wodehouse e Hugh Walpole.
Em 1941, Szerb publicou a obra History of World Literature, cuja relevância permanece até os dias de hoje. Ele também publicou um volume dedicado à teoria da novela e um livro sobre a história da literatura húngara.  
Apesar das chances de escapar da perseguição antissemita, ele optou por permanecer na Hungria. Em 1942, publicou sua última obra, Oliver VII, uma fantasia Pirandelliana sobre um rei simulando um golpe contra si mesmo. Inicialmente, a obra foi difundida sob um pseudônimo, já que escritores judeus não estavam autorizados a publicar no país durante o período. 
Szerb enfrentou uma hostilidade crescente devido às suas origens judaicas. Em 1943, History of World Literature foi colocada na lista de obras banidas. Durante o período Comunista, o livro foi censurado e teve um capítulo inteiro sobre a literatura soviética eliminado. A versão completa só foi disponibilizada novamente em 1990. Szerb foi deportado para um campo de concentração em Balf no final do ano de 1944. Admiradores tentaram resgatá-lo com documentos falsificados, mas Szerb recusou as ofertas, preferindo compartilhar do destino de sua geração. Ele foi agredido até a morte no campo de concentração em janeiro de 1945, aos 43 anos de idade. Sua esposa, Klára Bálint, viveu até 1992.